# Народичи
Наро́дичи (укр. Народичі) — бывший центр упразднённого Народичского района, посёлок в составе Коростенского района Житомирской области Украины.

## Географическое положение
Расположен в Полесье на слиянии рек Уж и Жерев — в 74 км от Чернобыльской АЭС.

## История
Местечко Народичи под именем села Народичи принадлежало Феодору Ельцу (первые упоминания в акте 1545 года, который есть частью описи Овручского замка) с исчислением приписных к нему мещан, бояр, крестьян и земли, а также повинности в пользу замка. Ещё — оно, под именем города (miesto w miestie) Народичь, упоминается в акте от 1685 года 16 июля, в приговоре купного суда.
В XIV—XVI веках Народичи входили в состав Киевского воеводства Речи Посполитой.
С конца XVII века и до Российской революции 1917 года Народичи — в составе Волынской губернии Российской империи.
В начале XX века в Народичах начались первые еврейские погромы, в результате чего часть евреев эмигрировала в США. Во время гражданской войны городок несколько раз переходил из рук в руки.
С 1924 года Народичи — райцентр. В 1937 году в городе были разрушены все храмы, начались репрессии.
В 1941 году гитлеровцы, оккупировавшие район, расстреляли на окраине посёлка около 200 евреев. В 1943 году город был освобождён Советской армией. Многие уроженцы Народичей принимали участие в Великой Отечественной войне. В 1980 году на окраине посёлка был воздвигнут памятник воинам, погибшим в Великой Отечественной войне. Также памятники есть на центральном кладбище и в парке имени Корбута.
В 1962 году организовывается постоянное воздушное сообщение с областным центром, авиалиния Народичи — Базар — Малин — Житомир. В посёлке строятся предприятия (комбикормовый завод, хлебозавод, кондитерский цех, ленто-ткацкая фабрика, сельхозтехника), развивается инфраструктура.
Новейшая история
После аварии на Чернобыльской АЭС в 1986 году бо́льшая часть жителей покинула посёлок по рекомендации властей. На данный момент в райцентре проживает около 2,5 тыс. жителей, и жизнь постепенно налаживается. С 2010 года посёлок вынесен за зону отчуждения.
На 1 января 2013 года численность населения составляла 2581 человек.
В 2020 году был включён в Коростенский район. 

## Галерея

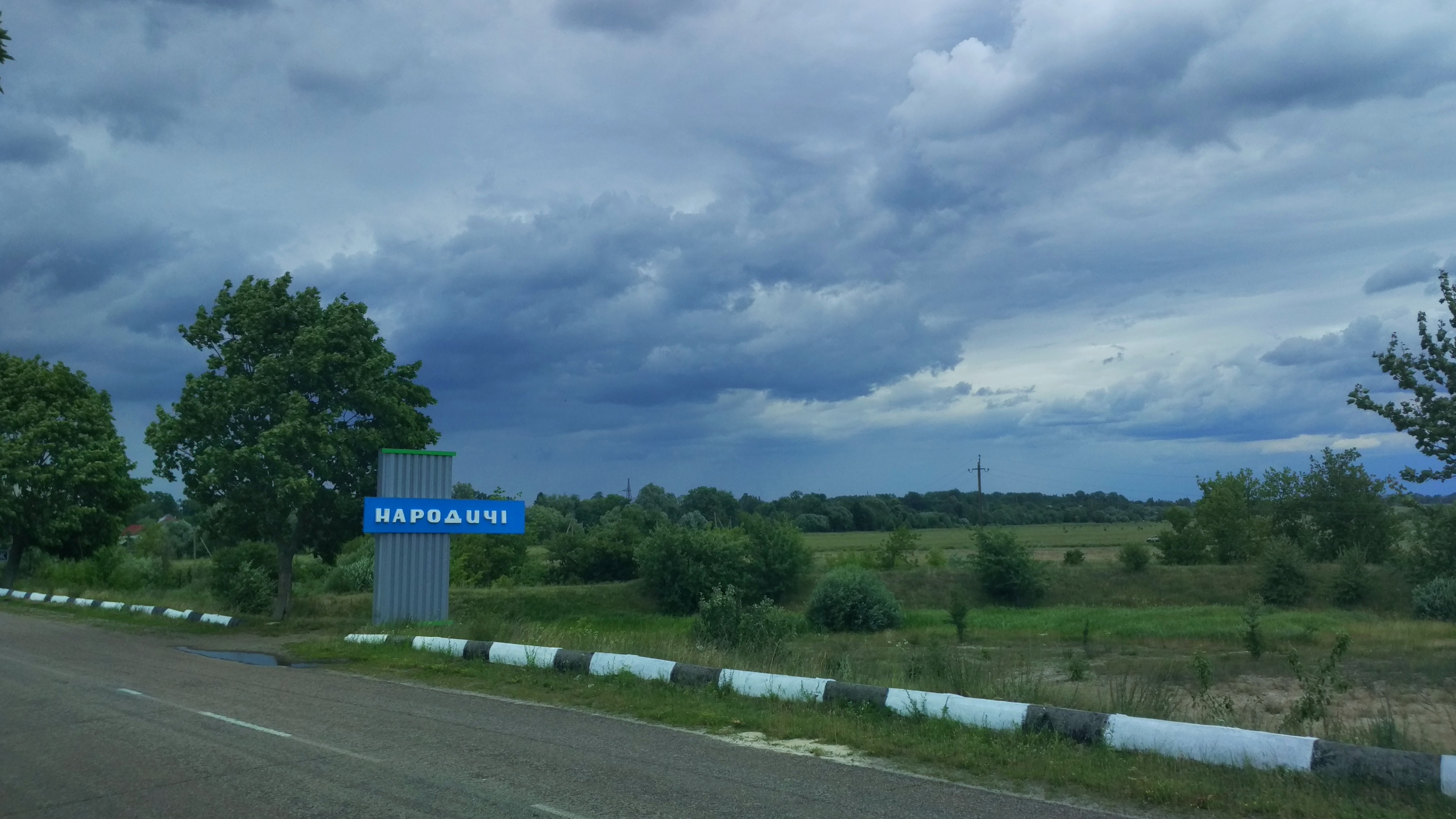
Въезд в Народичи
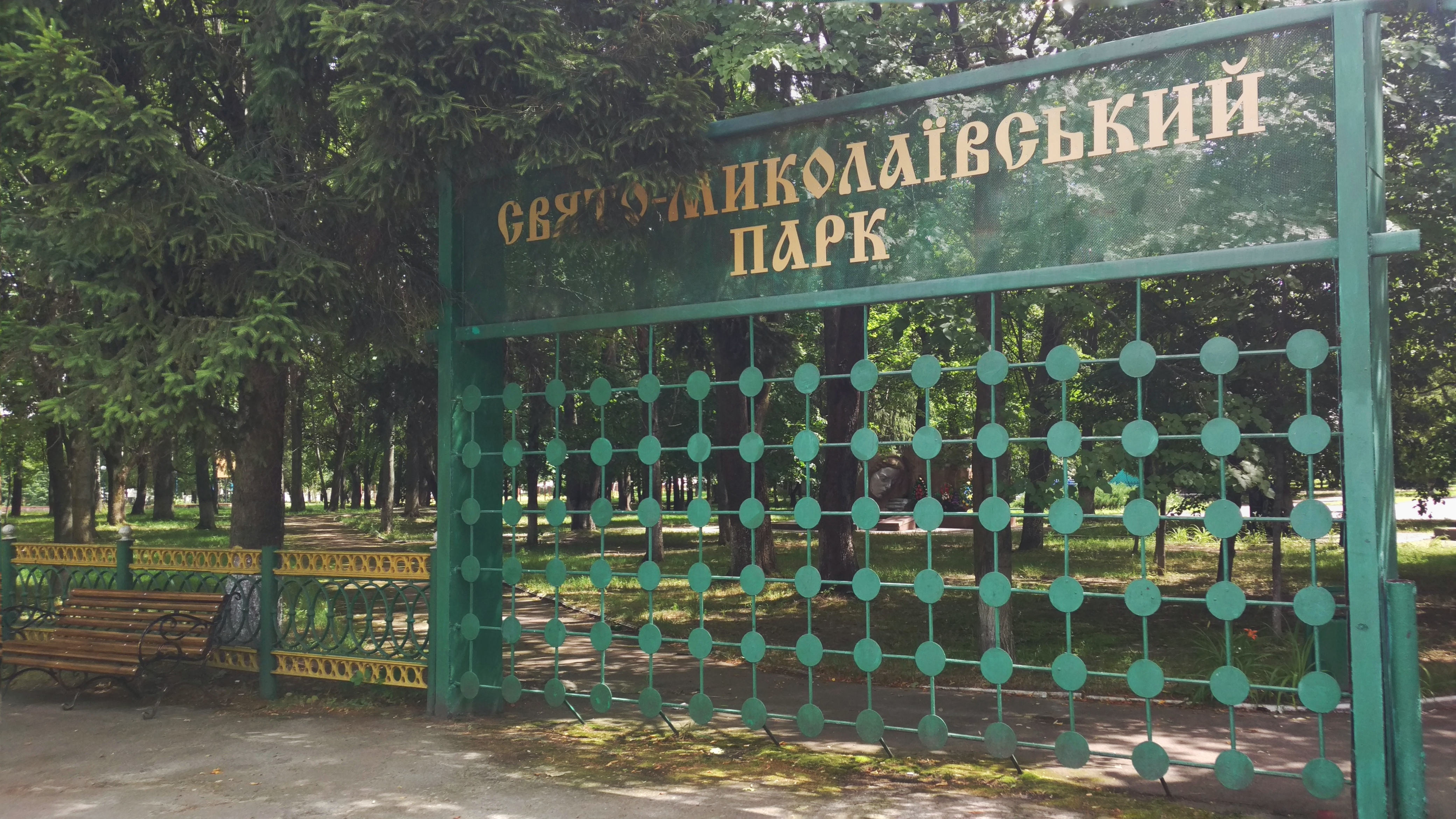
Вход в парк
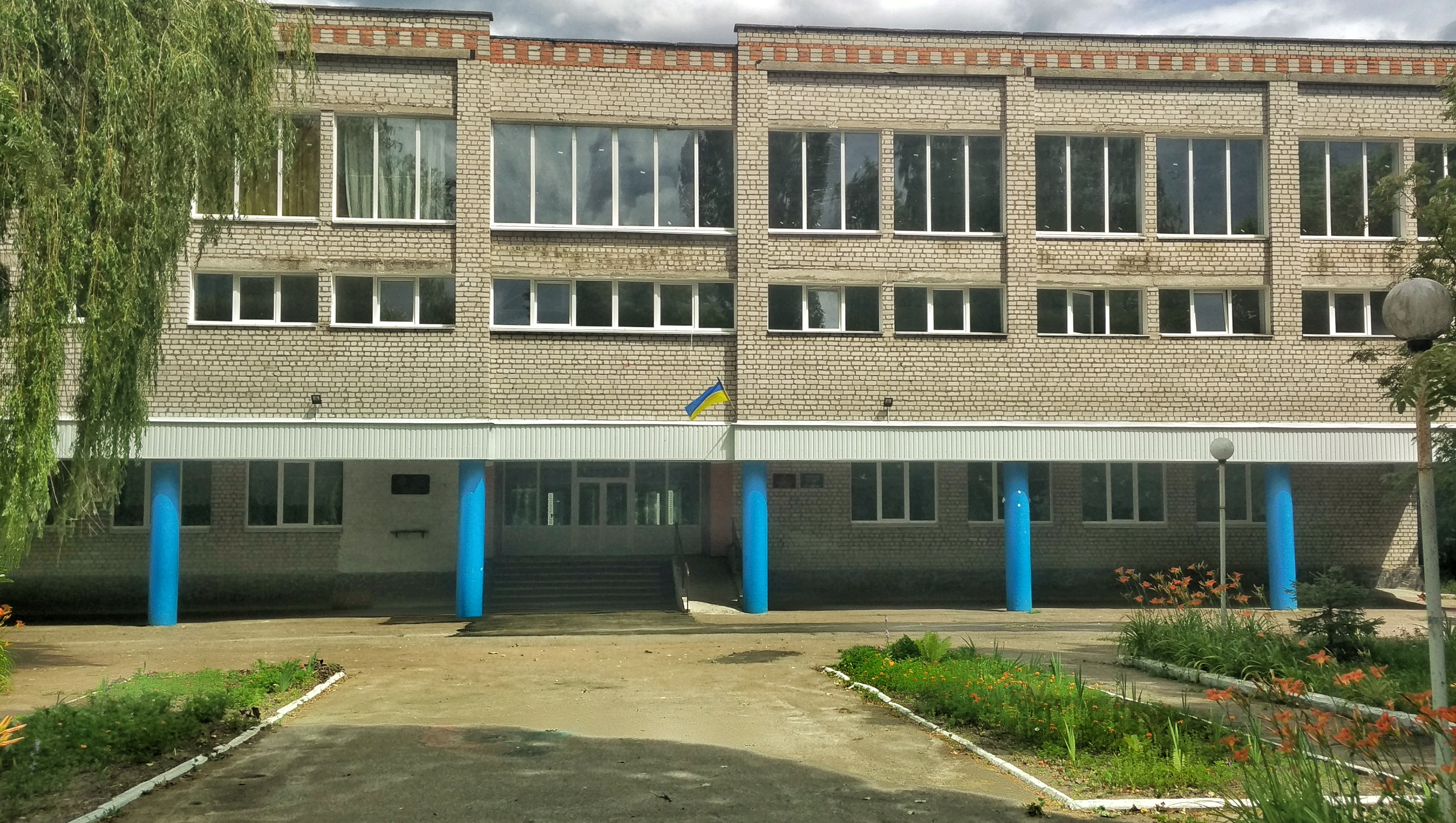
Народичская гимназия
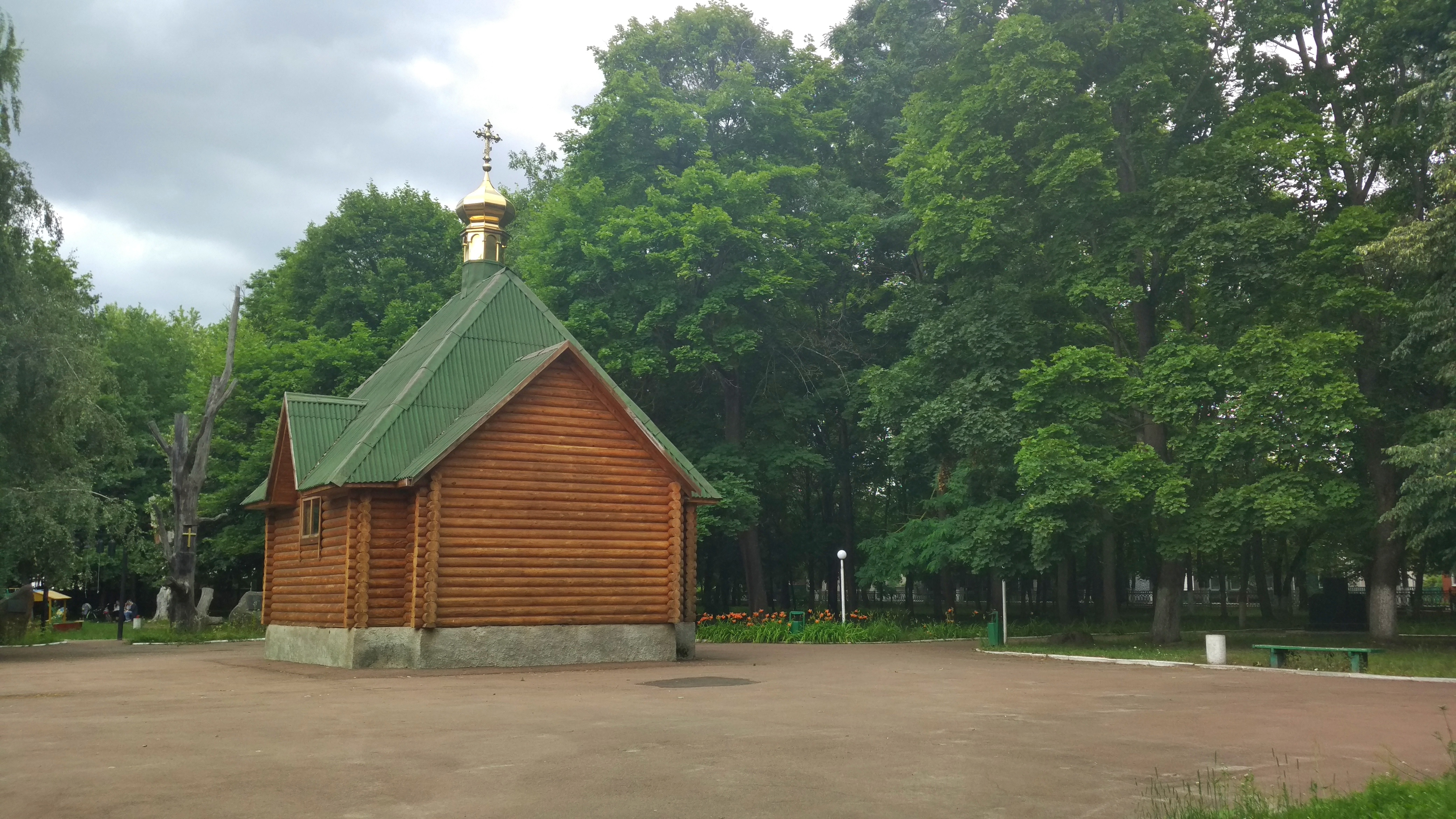
Церковь в Свято-Николаевском парке
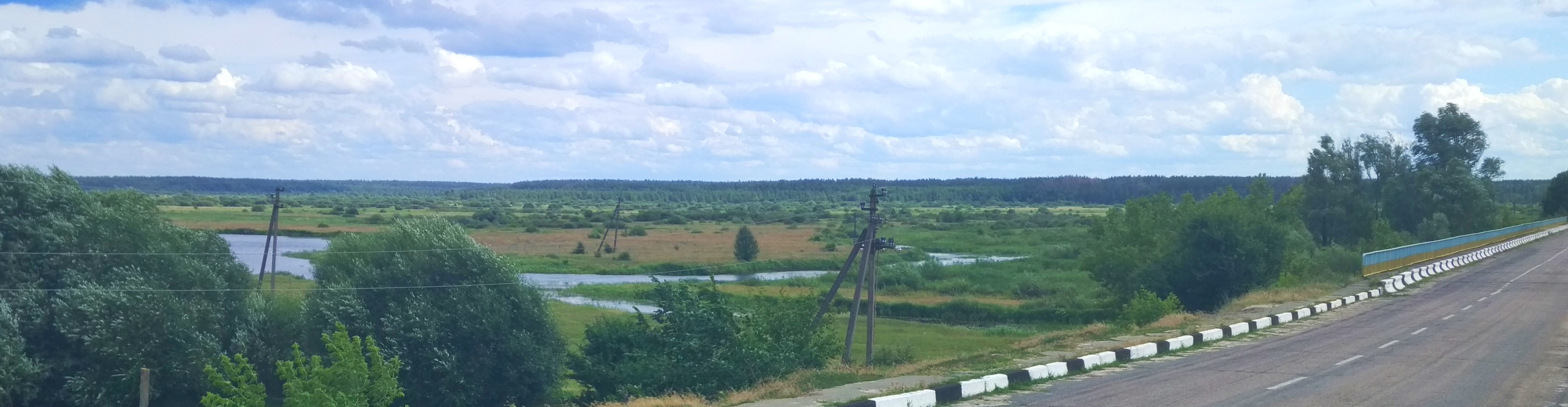
Река Уж в Народичах
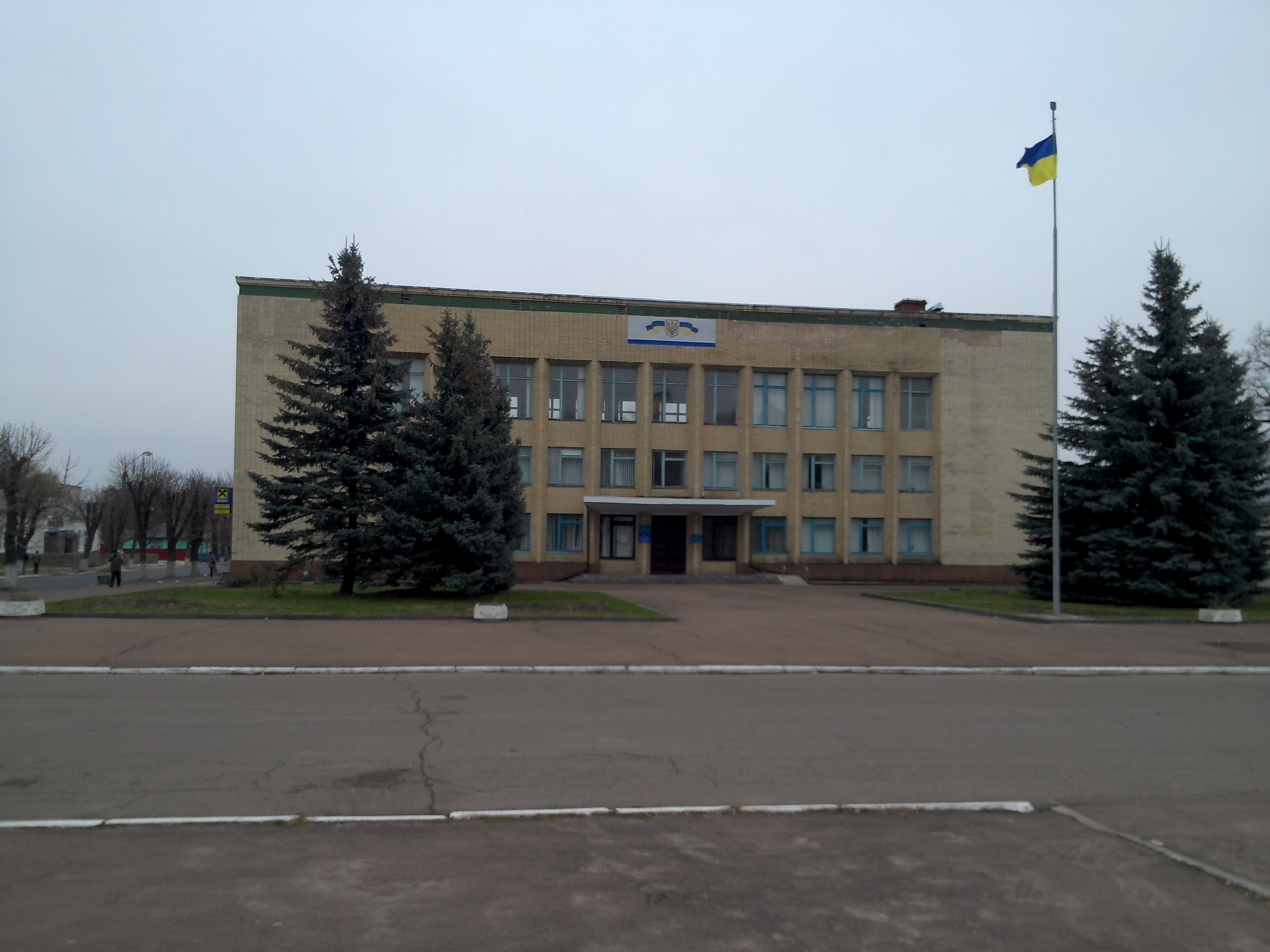
Районная администрация
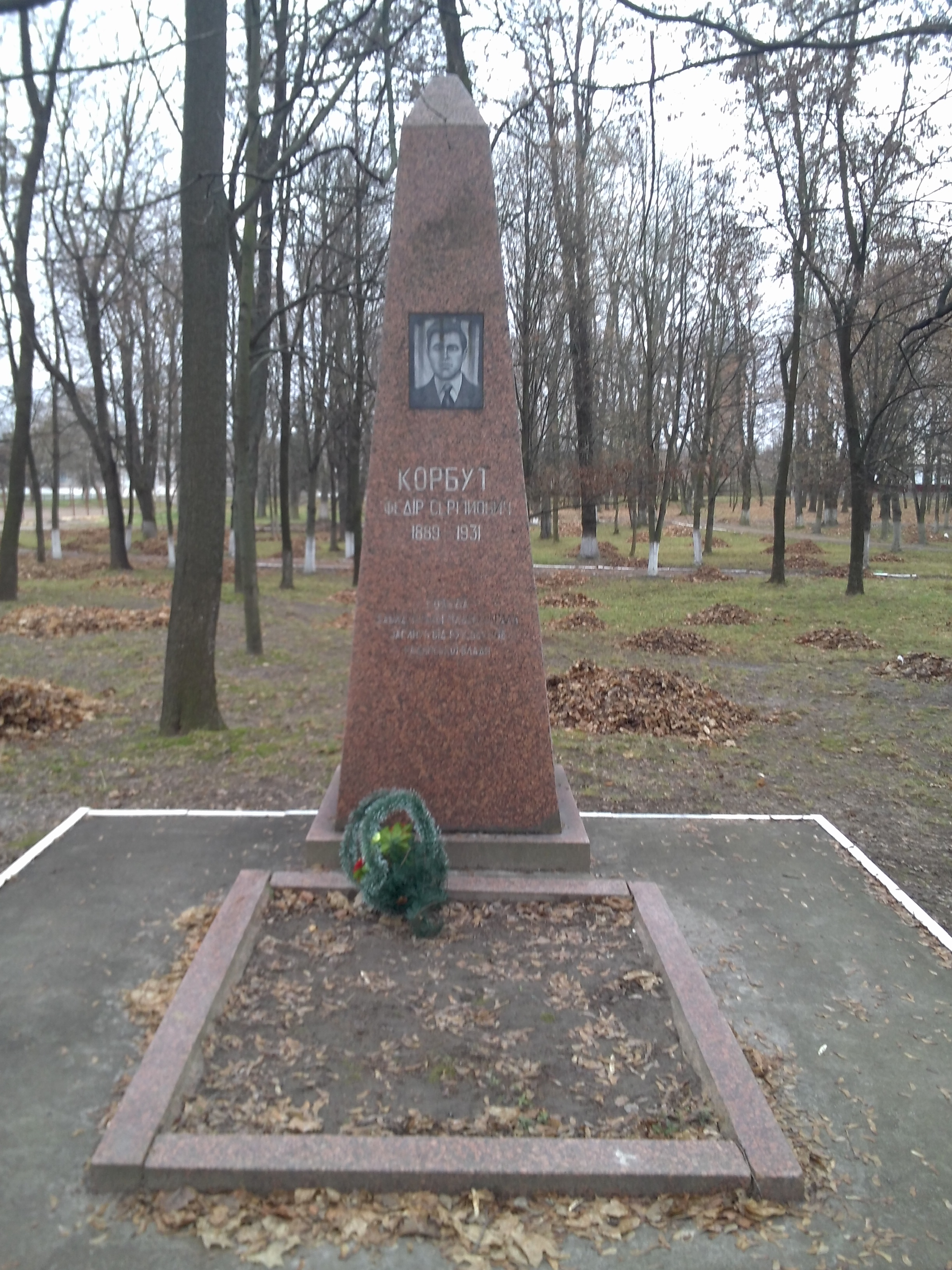
Могила Ф.С. Корбута, в Свято-Николаевском парке
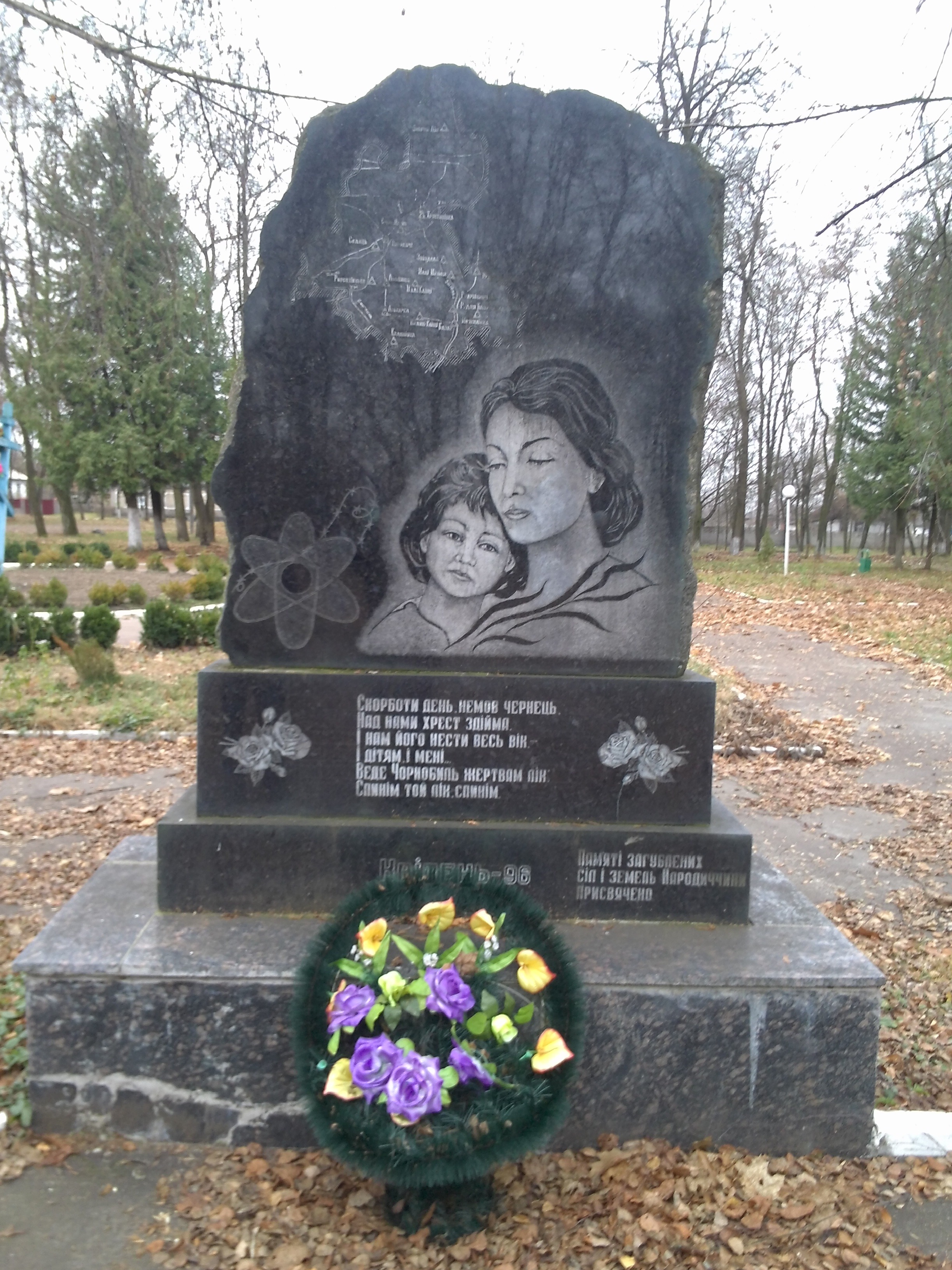
Памятник жертвам Чернобыльской катастрофы